# Sächsische Kohlenstraße
Dieser Artikel wurde aufgrund inhaltlicher und/oder formaler Mängel auf der Qualitätssicherungsseite des Portals Bergbau eingetragen.
Du kannst helfen, indem Du die dort genannten Mängel beseitigst oder Dich an der Diskussion beteiligst.
Das Bergbaumuseum Oelsnitz/Erzgebirge und der Förderverein des Museums haben die Idee einer 240 km langen Sächsischen Kohlenstraße entwickelt.

## Intension
Ziel ist es, die Geschichte des sächsischen Steinkohlenbergbaues erlebbar zu machen. Neben dem Steinkohlenbergbau an sich, möchten die Akteure auch die Bedeutung als „Brot der Industrie“, die Veränderungen der Landschaft und alle mit dem Steinkohlenbergbau verbundenen Facetten der Industriekultur im Bewusstsein halten. Die Ausarbeitung der geologischen Gegebenheiten, der Geschichte jedes einzelnen Bergbaugebietes im Freistaat Sachsen und nicht zuletzt auch der Bedeutung der Steinkohle und aller mit ihr gekoppelten Berufszweige ist den Beteiligten ein Anliegen.

## Ziele
Anfangs ist die Entwicklung als virtuelle Route geplant. Unterlegt werden soll diese durch ein Netzwerk verschiedener kultureller und touristischer Partner und eine gemeinsame Bekanntmachung des für die industrielle Entwicklung Sachsens so wichtigen Industriezweiges.
Das Bergbaumuseum hat zusammen mit seinem Förderverein einen Fachbeirat gegründet, welchem Berglaute, Traditionsvereinsmitglieder, Regionalhistoriker und weitere Interessenten angehören.
Geplant ist eine eigene Internetseite, auf welcher neben der Route selbst auch Ausarbeitungen zur Geschichte der verschiedenen Fördergebiete, zur Fördertechnik, zum Nutzen und zum Absatz (auch Eisenbahnstrecken) der Steinkohle präsentiert werden sollen. Ins Auge gefasst werden zudem eine sächsische Steinkohlen-Biografie und -Bibliografie. Nicht wenige sächsische Persönlichkeiten haben sich um die Steinkohle verdient gemacht, beispielsweise Richard Hartmann, der den Bergbau förderte, da er selbst mit preiswerter, heimischer Kohle seine Dampfmaschinen betrieb.
Der Sächsische Staatsminister für Wirtschaft, Arbeit und Verkehr, Martin Dulig, hat die Schirmherrschaft über das Projekt übernommen.

## Die Route
Industriearchitektur, Bergbauwege und -lehrpfade und weitere Traditionspunkte, die sich bis heute erhalten haben, sollen über die rund 240 km lange Route – zunächst abstrakt – verbunden werden. Allein im einstigen Lugau-Oelsnitzer Revier gibt es über vierzig solcher Punkte. Fast alle sind bereits in einen Steinkohlenweg, einen Bergbaulehrpfad, einen Bergbaurundweg und einen Haldenerlebnispfad integriert.
Zunächst soll die Route zwischen Zwickau und Oelsnitz/Erzgebirge entwickelt werden und später weiter über Chemnitz, Flöha, Oederan, Hainichen, Freiberg (Bergakademie), Olbernhau, Brandov und Freital bis nach Dresden führen. Die Idee für die „Sächsische Kohlenstraße“ besitzt eine historisch belegte Grundlage: Bereits früher gab es in Sachsen Kohlenstraßen, über die aus den Kohlenrevieren die Schwarzen Diamanten vor allem in die wirtschaftlichen Zentren Chemnitz, Zwickau und Dresden gebracht wurden. So sind zwei längere Routen zweifelsfrei nachzuweisen: Zunächst „Die Kohlenstraße“ als Verbindung des Zwickauer Reviers über das spätere Lugau-Oelsnitzer Revier mit Chemnitz. Der zweite, eigentliche Abschnitt einer namentlichen, historischen „Kohlenstraße“ befindet sich im Döhlener Becken zwischen Hänichen und Dresden.

### Zwickauer Steinkohlenrevier

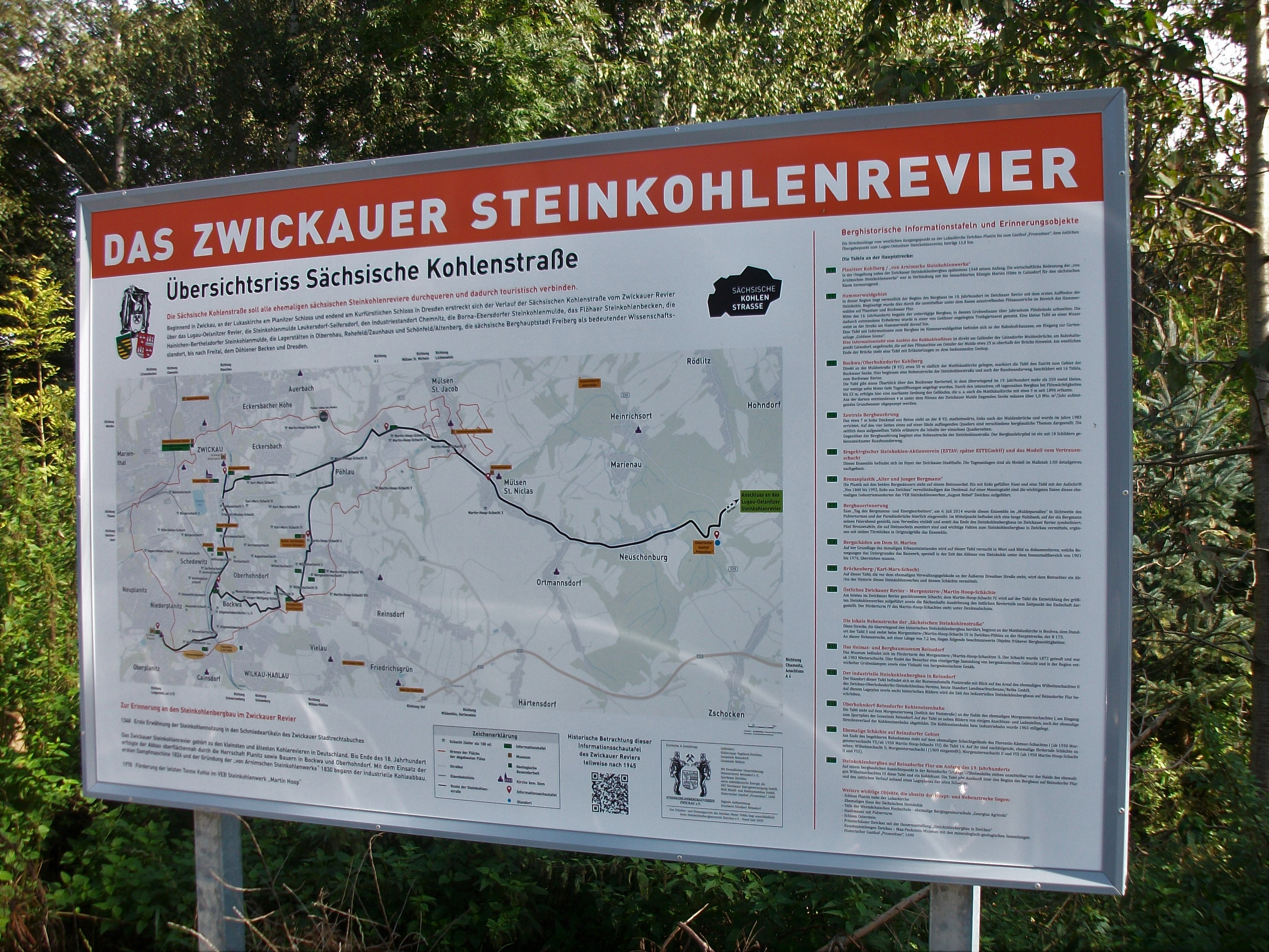
Infotafel Zwickauer Steinkohlenrevier beim Gasthof Promnitzer in Oelsnitz/Erzgeb. am Übergang zum Lugau-Oelsnitzer Steinkohlenrevier

## Die einzelnen sächsischen Steinkohlenreviere und Abschnitte der Sächsischen Kohlenstraße

### Chemnitzer Becken
Das Chemnitzer Stadtgebiet liegt inmitten der Vorerzgebirgs-Senke und stößt im Nordosten an die Borna-Hainichener Senke, deren westlicher Teil, die Borna-Ebersdorf-Teilsenke, im Chemnitzer Stadtgebiet liegt. Im Südosten grenzen die Flöha-Teilsenke und im Südwesten die Oelsnitz-Teilsenke an. Aus geologischer Sicht konnte die Suche nach Steinkohle in Chemnitz unter keinem guten Stern stehen, verschiedentlich traten jedoch kleinere Flöze, Schmitzen und Inseln zu Tage, sodass immer wieder Anstrengungen unternommen wurden, jene zu untersuchen oder gar abzubauen. Erfolg versprach dies jedoch nur im äußersten Nordosten, im heutigen Stadtteil Ebersdorf. Die Borna-Ebersdorf-Teilsenke ließ im 19. Jahrhundert zunächst Positives auch im Chemnitzer Norden erwarten, jedoch sollte sich das Gegenteil herausstellen. Während in Chemnitz/Borna nach wenigen Versuchsbohrungen die Suche nach Steinkohle wieder abgebrochen wurde, wurde in Chemnitz/Ebersdorf längere Zeit Steinkohle abgebaut.
In Chemnitz-Ebersdorf ist ein als wirtschaftlich anzusehender Steinkohlenabbau seit dem 16. Jahrhundert unter den Lichtenwalder Herren von Harras nachweisbar (1864 eingestellt).
Bohrungen und Schächte sind aus den heutigen Stadtteilen Borna, Glösa, Draisdorf (Seidelmannhöhle), Hilbersdorf, Gablenz, Grüna, Reichenbrand, Rottluff, Rabenstein, Schönau, Altchemnitz, Adelsberg (Niederhermsdorf), Harthau, Markerdorf und Mittelbach bekannt. Heute erinnern der Schachtweg in Grüna und die Straße „An der Halde“ am ehemaligen Standort des Richard-Hartmann-Schachtes in Reichenbrand an einstige Aktivitäten in Chemnitz.

### Borna-Ebersdorfer Steinkohlenmulde
Im Chemnitzer Stadtteil Ebersdorf wurden einige Jahre lang Steinkohlen abgebaut.

### Becken von Flöha
Steinkohle wurde ab 1700 in Altenhain und später auch in den Ortschaften Flöha, Gückelsberg und Plaue gesucht und auch abgebaut.

### Revier um Berthelsdorf und Hainichen

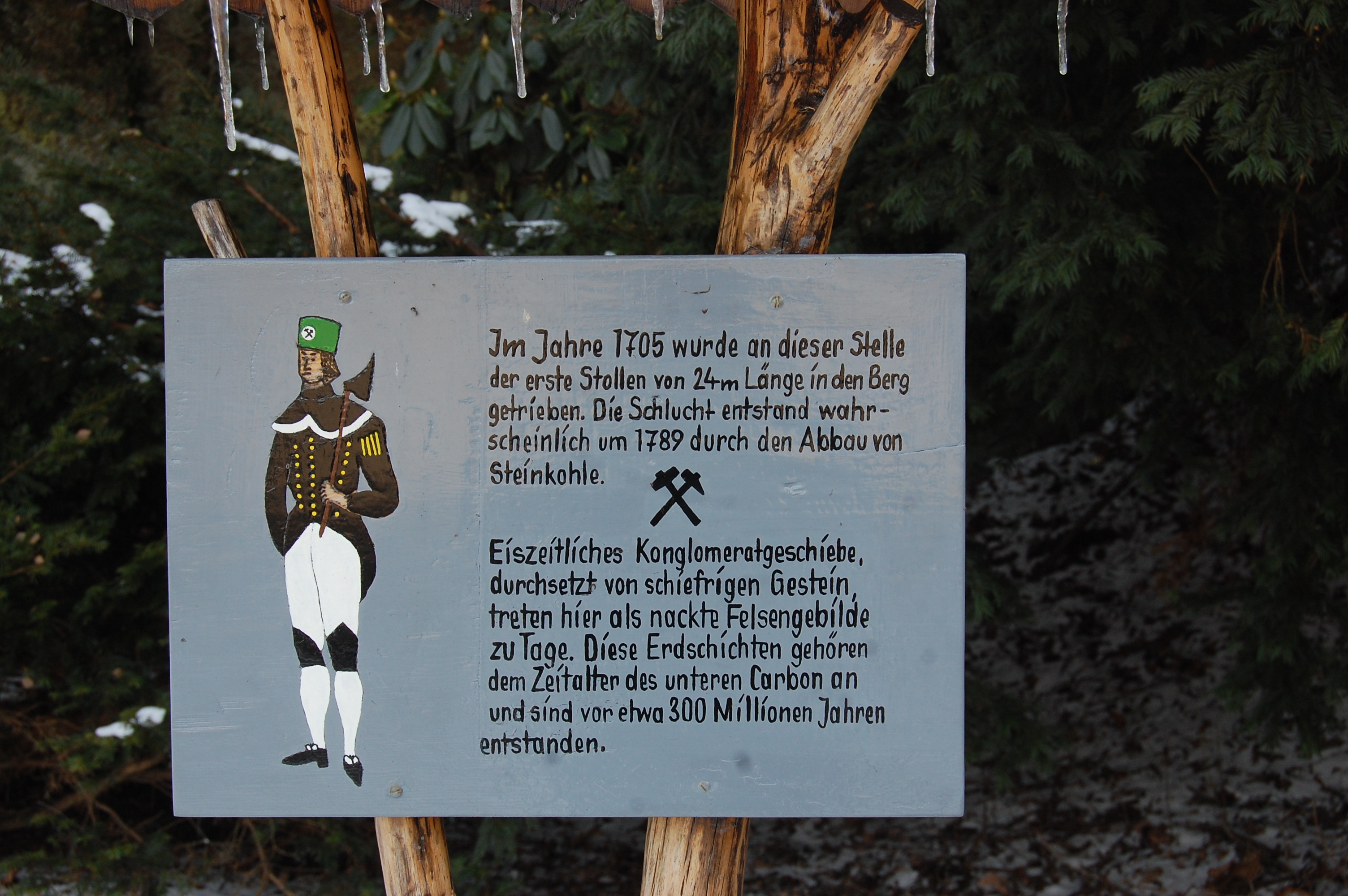
Infotafel Steinkohlebergbau beim Stadtpark Hainichen

Bereits um 1705 erfolgte am Rand des heutigen Stadtparks von Hainichen die Anlage der ersten Stollen. 1838 wurde die Aktiengesellschaft Hainichener Steinkohlenbauverein gegründet, aber bereits 1842 wieder aufgelöst. 1849 wurde der Hainichener Steinkohlenbau-Aktienverein ins Leben gerufen, der sich 1853/54 ebenfalls wieder auflöste. Ein Steinkohlenbergbauverein in Berthelsdorf wurde 1857 gegründet. Der Zeitpunkt der Auflösung ist hier nicht belegt. Insgesamt stellten sich die Steinkohlevorkommen als nicht bauwürdig heraus.

### Freiberg
Die Bergstadt Freiberg ist in die Kohlenstraße aufgrund des Standortes der Bergakademie Freiberg mit eingebunden.

### Becken von Olbernhau-Brandov

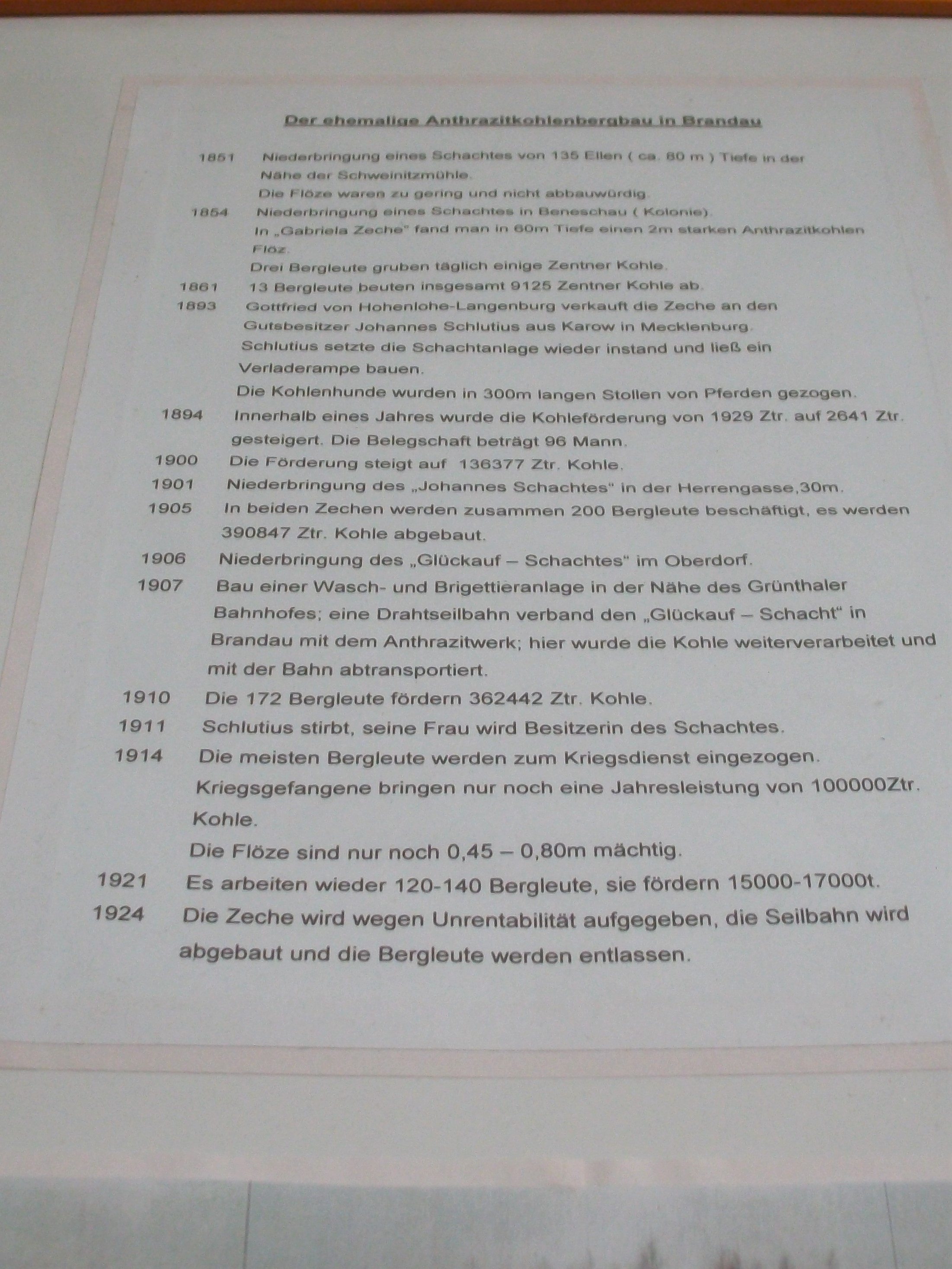
Anthrazitkohlebergbau in Brandau (Brandov)

In den Jahren nach 1851 wurde gegenüber dem Haus Nr. 10 nach Kohle gesucht. Dieser Versuch war ohne Erfolg. Erst später wurden weitere Bohrungen durchgeführt, diesmal mit Erfolg. Man fand im Wald beim Pferdebach (Koňský potok) Steinkohle. Kurz darauf wurde eine Gesellschaft gegründet, die von den Direktoren der Eisenwerke in Kallich (Kalek) geführt wurde. 1853 begann man mit der Gewinnung der Kohle. Die Grube erhielt den Namen Gabriele zu Ehren der Gräfin Marie Gabrielle von Buquoy, der Besitzerin des Schlosses Rothenhaus. Nach dem Tod der Gräfin kam es zum Zerfall des Unternehmens. So arbeiteten 1876 nur noch 6 Bergarbeiter im Schacht. Der Besitz von Rothenhaus wurde an die Tochter Isabella vererbt, deren Tochter Maria Gabriele den Prinzen Ludwig Karl Gustav von Hohenlohe-Langenburg ehelichte. Der Prinz fiel am 26. Juli 1866 in der Schlacht bei Königgrätz, seinen Besitz übernahm sein Sohn Gottfried. 1893 kaufte Johann Schlutius die Bergwerke. Unter seiner Führung entwickelte sich das Unternehmen wieder. Durch die neuen Funde von Anthrazitvorkommen wuchs die Anzahl von 15 Bergleuten auf 92 im Jahre 1900. Im Juni 1898 wurde das Bergwerk modernisiert und eine Bahn gebaut. Zu Anfang des 20. Jahrhunderts wuchs die Anzahl der Bergarbeiter weiter und in der Nähe des Dorfes entstand eine Bergarbeiterkolonie. Das Bergwerk bekam einen Dampfgöpel und ein weiterer Förderturm wurde in die Höhe gezogen. Der Förderschacht war inzwischen 600 Meter lang und 60 Meter tief. Das änderte sich nochmals als 1906 am oberen Ende des Dorfes der „Glückauf-Schacht“(Zdař Bůh) eröffnet wurde. Daneben wurde ein großes Gebäude mit Büros und Wohnungen für die Angestellten errichtet. Der „Glückauf-Schacht“ war mit einer Seilbahn mit Olbernhau in Sachsen verbunden. Hier wurde die meiste Kohle herübergebracht und unter dem Namen „Olbernhauer Anthrazitkohle“ vermarktet. 1910 wurden 172 Bergarbeiter beschäftigt. Nach dem Ausbruch des Ersten Weltkrieges wurde die Grenze zu Sachsen geschlossen. Auch die Telefonleitungen wurden gekappt und die Kohle lag nun in Brandau auf Halde. Erst nach langwierigen Verhandlungen durfte die Kohle wieder nach Sachsen befördert werden. 1921 wurde die Arbeit in den Bergwerken aufgrund der Hyperinflation der Deutschen Mark unterbrochen. Die Förderung wurde unrentabel. Die finanzielle Lage verschlechterte sich derart, dass Gabriele versteigert werden sollte. Die Regierung unterband die Versteigerung, und „Gabriele“ wurde geschlossen und demontiert. 1924 arbeiteten hier nur noch 73 Arbeiter. Während des Zweiten Weltkrieges erwog man, die Förderung wieder aufzunehmen. 1942 wurde dieser Gedanke endgültig verworfen. Die Kohlereserven waren völlig aufgebraucht.

### Becken von Schönfeld-Altenberg
Zwischen 1761 und 1937 wurde mit teilweise langen Unterbrechungen die hier lagernden schwachen Flöze anthrazitischer Steinkohle abgebaut.

### Döhlener Becken
In der Vergangenheit wurde dieses Gebiet um Döhlen auch dem Plauenschen Grund zugeordnet. Folgende Betriebe sind oder waren dort bekannt:
- Königliches Steinkohlenwerk Zauckerode
- Freiherrlich von Burgker Steinkohlen- und Eisenhüttenwerke
- Hänichener Steinkohlenbauverein
- Golberoder-Dippoldiswalder Aktienverein
- Dresden-Possendorfer Aktienverein
- Potschappler Aktienverein
- Gitterseer Steinkohlenbauverein
- Steinkohlenwerk Coschütz
- VEB Steinkohlenwerk Freital
- Wismut Objekt 06/15/49
- Bergbaubetrieb „Willi Agatz“

## Weiterführende Quellen
- https://www.macht-kohle.de/Kohlenstrasse
- https://www.bergbaumuseum-oelsnitz.de/angebote/bergbau-entdecken/saechsische-kohlenstrasse.html
- https://www.unserebersdorf.de/Stadtteil-Ebersdorf/Saechsische-Kohlenstrasse/
- http://www.bergbautradition-sachsen.de/index.php?js=bg_archiv.htm
- https://www.frauenstein-erzgebirge.de/fileadmin/user_upload/Amtsblatt/AB_304_April.pdf